# Albie Murphy
Albert « Albie » Murphy, né en novembre 1930 à Dublin et mort en juin 2000 dans la même ville, est un footballeur international irlandais reconverti ensuite dans le rôle d’entraîneur de football.

## Biographie
Il signe en 1949 pour le club écossais de Clyde Football Club en provenance de Transport Football Club. Il revient ensuite en Irlande en 1951 pour signer aux Shamrock Rovers. Il retourne en Écosse l’année suivante au Clyde FC où il joue de nombreuses années, remportant deux Coupe d'Écosse de football en 1955 et 1958.
En septembre 1959 il s’engage de nouveau pour les Shamrock Rovers avant d’en devenir l’entraîneur pour une saison en 1960
Albie Murphy a été sélectionné en équipe de république d'Irlande de football une fois, jouant un match amical contre la Yougoslavie le 19 octobre 1955 à Dalymount Park, match perdu sur le score de 4 buts à 1.

## Sources
- (en) Stephen McGarrigle, The Complete who's who of Irish international football : 1945-1996, Edimbourg, Mainstream Publishing, octobre 1996, 237 p. (ISBN 1-85158-894-9), p. 143